# Майкл Салліван
Майкл Салліван  (англ. Michael Sullivan; нар. 6 грудня 1942) — британський стрілець, олімпійський медаліст.

## Виступи на Олімпіадах
| Олімпіада         | Дисципліна                              | Місце |
| ----------------- | --------------------------------------- | ----- |
| Лос-Анджелес 1984 | дрібнокаліберна гвинтівка, 50 м, лежачи | 3     |